# Potłumek
Potłumek (Weissia Hedw.) – rodzaj mchów należący do rodziny płoniwowatych (Pottiaceae Schimp.). Przedstawiciele rodzaju występują na wszystkich kontynentach, z wyjątkiem Antarktydy. Rosną przeważnie na powierzchni ziemi.

## Morfologia
GametofityTworzą luźne lub gęste darnie, u góry zielone, spodem brązowe do żółtych. Łodyżki do 1 cm długości. Listki podwinięte, często wykrzywione lub skręcone spiralnie w stanie suchym, rozpostarte, gdy wilgotne. Osiągają przeważnie 1,5–2,5 mm, rzadko do 4 mm długości.
SporofitySeta długości 1–13 mm. Puszka zarodni eliptyczna do jajowatej lub cylindrycznej, długości 1–2,2 mm. Wieczka brak lub, gdy występuje, stożkowate do dziobkowatego. Perystom z 16 zębami, czasem śladowymi lub bez, u niektórych gatunków perystomu brak.
ZarodnikiZarodniki o średnicy 14–28 μm.

## Systematyka i nazewnictwo
Według The Plant List rodzaj Weissia liczy 214 akceptowanych nazw gatunków oraz ich 128 synonimów.
Wykaz gatunków:
| - Weissia aaronis (Lorentz) Müll. Hal. - Weissia abbreviata (Thwaites & Mitt.) R.H. Zander - Weissia acutifolia (H. Philib.) Kindb. - Weissia alianuda B.C. Tan - Weissia amblyodon Brid. - Weissia americana (P. Beauv.) Lindb. - Weissia anomala (Hedw.) Roth ex P. Gaertn., B. Mey. & Schreb. - Weissia antarctica (Müll. Hal.) Wilson - Weissia apocaulos (R. Hedw. ex Lam. & DC.) Poir. - Weissia argentinica Müll. Hal. - Weissia armatum (Thér. & Trab.) Fedosov - Weissia artocosana R.H. Zander - Weissia atra Schleich. ex DC. - Weissia atrocaulis K. Saito - Weissia auridens Müll. Hal. - Weissia austrocrispa (Beckett) I.G. Stone - Weissia ayresii Schimp. - Weissia balansae (Müll. Hal.) R.H. Zander - Weissia balansaeana (Besch.) Müll. Hal. - Weissia barbula (Schwägr.) Mitt. - Weissia barbulacea Müll. Hal. - Weissia bartramioides Griff. - Weissia bizotii R.H. Zander - Weissia blanda (Hook. f. & Wilson) Mitt. - Weissia borbonica (Bizot & Onr. ex Onr.) Arts - Weissia brachycarpa (Nees & Hornsch.) Jur. – potłumek przeponiec - Weissia brachypelma Müll. Hal. - Weissia brachypoma C.C. Towns. - Weissia breutelii Müll. Hal. - Weissia breviseta (Thér.) P.C. Chen - Weissia bruchiana Hornsch. - Weissia bruchii (Hornsch.) Lindb. - Weissia caespitosa Bruch - Weissia calvescens (Wilson) Braithw. - Weissia canaliculata Hampe - Weissia chrysocoma (Hedw.) Hedw. ex Brid. - Weissia ciliata Hook. - Weissia clavinervis Cardot & P. de la Varde - Weissia coarctata (P. Beauv.) Lindb. - Weissia condensa (Voit) Lindb. - Weissia connata (Brid.) Wallr. - Weissia contecta Hook. f. & Wilson - Weissia contermina (Müll. Hal.) Mitt. - Weissia controversa Hedw. – potłumek zielonawy - Weissia crinita (Brid.) Poir. ex Brid. - Weissia crispa (Hedw.) P. Gaertn., B. Mey. & Scherb. - Weissia crispata (Dicks. ex With.) Brid. ex Schumach. - Weissia cryptodon Mont. - Weissia cucullata Müll. Hal. - Weissia curvifolia (Wahlenb.) Lindb. - Weissia deciduaefolia K. Saito - Weissia dieterlenii Thér. - Weissia diffidentia R.H. Zander - Weissia drummondii (Hook. & Grev.) Lindb. - Weissia edentula Mitt. - Weissia erythrogona Brid. - Weissia exigua Schwägr. - Weissia exserta (Broth.) P.C. Chen - Weissia fallax Sehlm. - Weissia felipponei Thér. - Weissia flavescens (E. Britton) W.D. Reese - Weissia fornicata Brid. - Weissia forsteri (Dicks. ex With.) Brid. - Weissia geniculata (Schwägr.) Brid. - Weissia ghatensis Dixon & P. de la Varde - Weissia glazioui R.H. Zander - Weissia gracilis (Hook.) Spreng. - Weissia groenlandica Kindb. - Weissia gymnostomoides Brid. - Weissia hedwigii H.A. Crum - Weissia hildebrandtii Müll. Hal. - Weissia humicola Müll. Hal. - Weissia humilis Funck ex Brid. - Weissia immersa (Dicks.) Brid. - Weissia incerta Mitt. - Weissia inclinans (Dicks.) Brid. - Weissia inoperculata (H.A. Crum) H.A. Crum, Steere & L.E. Anderson - Weissia intermedia (Schimp.) Tolf - Weissia involutifolia (Müll. Hal.) Mitt. - Weissia irrorata Mitt. - Weissia jamaicensis (Mitt.) Grout - Weissia jamesonii Taylor - Weissia javanica (Nees & Blume) Mitt. - Weissia kaikouraensis R. Br. bis - Weissia krassavinii (Lazarenko) Lazarenko ex Ochyra - Weissia kunzeana Müll. Hal. - Weissia lacustris (Brid.) Steud. - Weissia lanceolata (Hedw.) D. Mohr - Weissia latiuscula Müll. Hal. - Weissia laxifolia (Hook. f.) Hampe - Weissia leprieurii (Mont.) Mitt. - Weissia leptodon Plaubel ex Brid. - Weissia leptotrichacea Müll. Hal. - Weissia leratii (Paris & Broth.) P. Sollman - Weissia levieri (Limpr.) Kindb. - Weissia ligulaefolia (E.B. Bartram) Grout - Weissia lindigii (Hampe) Mitt. - Weissia lineaefolia Müll. Hal. - Weissia linearifolia Hornsch. ex Schwägr. - Weissia longidens Cardot - Weissia longifolia Mitt. – potłumek trwałowieczek - Weissia longirostris (Schwägr.) Schwägr. - Weissia lorentzii (Müll. Hal.) R.H. Zander - Weissia ludoviciana (Sull.) W.D. Reese & B.A.E. Lemmon - Weissia lurida (Hornsch.) Mitt. - Weissia maclellandii Griff. | - Weissia macrocarpa Hook. - Weissia macrospora Cardot & P. de la Varde - Weissia malayensis (M. Fleisch.) Manuel - Weissia melanostoma Mitt. - Weissia meylanii (J.J. Amann) Mönk. - Weissia micacea (Schltdl.) Müll. Hal. - Weissia micro-odonta Hedw. - Weissia microstoma Hornsch. ex Nees & Hornsch. - Weissia mielichhoferiana Funck - Weissia minuta (Dixon & P. de la Varde) M.N. Aziz & Vohra - Weissia mittenii (Bruch & Schimp.) Mitt. - Weissia monocladus Brid. - Weissia mosis (Lorentz) Müll. Hal. - Weissia muhlenbergiana (Sw.) W.D. Reese & B.A.E. Lemmon - Weissia multicapsularis (Sm.) Mitt. - Weissia navicularis Mitt. - Weissia neocaledonica (Thér.) R.H. Zander - Weissia newcomeri (E.B. Bartram) K. Saito - Weissia nigricans (Lam. & DC.) Poir. - Weissia nitida Reinw. & Hornsch. - Weissia nitidula (Müll. Hal.) Kindb. - Weissia nivalis Brid. - Weissia norkettii R.S. Chopra - Weissia novae-valisiae (Broth. ex G. Roth) I.G. Stone - Weissia nuda (Dicks.) D. Mohr - Weissia obtusata Müll. Hal. - Weissia obtusifolia Müll. Hal. - Weissia occidentalis (Flowers) A.H. Stoneb. - Weissia occulta Wallr. - Weissia oerstediana (Müll. Hal.) Mitt. - Weissia opaca (Dixon) Magill - Weissia oranica Müll. Hal. - Weissia ovalis (R.S. Williams) E.B. Bartram - Weissia ovatifolia Kurschner - Weissia pabstiana Müll. Hal. - Weissia pallidiseta Brid. - Weissia papillosa Dixon & Naveau - Weissia parasitica (Sw. ex Brid.) D. Mohr - Weissia patagonica Cardot & Broth. - Weissia patula (C. Knight) Fife - Weissia perichaetialis Mont. - Weissia perpusilla (Müll. Hal.) I.G. Stone - Weissia perssonii Kindb. - Weissia phascoides (Wilson ex B.S.G.) Müll. Hal. - Weissia phascopsis R.H. Zander - Weissia phyllantha (Brid.) Lindb. - Weissia platyphylla (Kindb.) Kindb. - Weissia platystegia (Dixon) A. Eddy - Weissia poeppigiana (Müll. Hal.) Mitt. - Weissia pomiformis Hook. - Weissia procera Laurer ex Nees & Hornsch. - Weissia pumila Brid. - Weissia punctulata Mitt. - Weissia recurvata (Hedw.) D. Mohr - Weissia reflexa Brid. - Weissia ricciae Brid. - Weissia rigescens Müll. Hal. - Weissia riograndensis (Broth.) R.H. Zander - Weissia riparia Hampe - Weissia rohlfsiana Müll. Hal. - Weissia roscheri (Lorentz) Mitt. - Weissia rostellata (Brid.) Lindb. - Weissia rutilans (Hedw.) Lindb. - Weissia samoana (Mitt.) Mitt. - Weissia schisti (F. Weber & D. Mohr) Brid. - Weissia seligeri (F. Weber & D. Mohr) Wahlenb. - Weissia semidiaphana (Thér.) R.H. Zander - Weissia semiinvoluta Müll. Hal. - Weissia semipallida Müll. Hal. - Weissia sharpii L.E. Anderson & B.A.E. Lemmon - Weissia simplex Brid. - Weissia sinaloensis E.B. Bartram - Weissia socotrana Mitt. - Weissia splachnum Garov. - Weissia sprengelii (Schwägr.) Arn. - Weissia squarrosa (Nees & Hornsch.) Müll. Hal. - Weissia sterilis W.E. Nicholson - Weissia stillicidiorum Mitt. - Weissia striata (Hedw.) Schreb. ex P. Gaertn., B. Mey. & Scherb. - Weissia subacaulis Mitt. - Weissia subangustifolia (Thér.) R.H. Zander - Weissia subcaespitosa (Hampe) Mitt. - Weissia submicacea Müll. Hal. - Weissia sullivantii (Bruch & Schimp.) Kindb. - Weissia tenuis (Schrad. ex Hedw.) Müll. Hal. - Weissia termitidarum Müll. Hal. - Weissia tetragona (Hedw.) Hedw. ex Brid. - Weissia tophicola Müll. Hal. - Weissia tortilis Spreng. - Weissia tortula (Schwägr.) Mitt. - Weissia trichodes (F. Weber) Hook. & Taylor - Weissia trifaria Brid. - Weissia triumphans (De Not.) M.O. Hill - Weissia tyrrhena M. Fleisch. - Weissia umbrosa Mitt. - Weissia unguiculata (Mitt.) A.C. Crundwell & Nyholm - Weissia vallis-gratiae Müll. Hal. - Weissia vardei Bizot - Weissia venezuelensis Müll. Hal. - Weissia veviridis R.H. Zander - Weissia vittata (Mitt.) Lindb. - Weissia wagneri (Müll. Hal.) Mitt. - Weissia waymouthii R. Br. bis - Weissia welwitschii Schimp. - Weissia willisiana (Sainsbury) Catches. - Weissia wimmeriana (Sendtn.) Bruch & Schimp. - Weissia zonata Brid. |